# Мізко Микола Дмитрович
Мико́ла Дми́трович Мізко (* 13 (25) травня 1818, Катеринослав — 27 травня 1881, Москва) — український та російський журналіст, літературний критик, перекладач і фольклорист.

## Життєпис
Народився в родині директора Катеринославської чоловічої гімназії. Родина походила від старовинного козацького роду з Борзни, вихідці якого були священиками та педагогами. 1822 року помирає його мати. Батько був першим директором, і власне фундатором першої Катеринославської гімназії.
В 1833 закінчив Катеринославську гімназію, на службі в Катеринославській губернській будівельній комісії.
Одночасно заочно навчається, 1838 — випускник Харківського університету — склав іспит на словесному відділенні філософського факультету Харківського університету та отримав звання «дійсного студента».
Того ж року почалася його літературна діяльность, в «Журнале Министерства народного просвещения» — невеличка стаття «Программа полногокурса теории словесности».
Працював редактором неофіційної частини газети «Екатеринославские губернские ведомости», писав російською мовою.
Квітнем 1843 виходить його відгук на «Мертві душі» М. Гоголя «Голос из провинции» о поэме Гоголя «Похождения Чичикова, или Мертвые души» — в журналі «Отечественные записки». Відгук високо оцінив сам М. Гоголь, і В. Бєлінський — готував матеріал до друку.
1845 стає редактором першої місцевої газети «Екатеринославские губернские ведомости». Так як в офіційному органі влади заборонялися політичні питання, його статті, присвячені театру, привертали увагу читачів.
1847 року помирає батько, Мізко залишив редакторську працю та переїхав до маєтку Карабинівка Новомосковського повіту Катеринославської губернії (зараз Павлоградський район), цілковито віддається літературній діяльності.
Того ж року в «Репертуарі і пантеоні» опублікував під псевдонімом Анатолий Икарский повість «Сцены из ежедневной жизни».
Друкує в «Отечественных записках» статті з бібліотечної справи, питань теорії та історії літератури, народної освіти.
В 1850-х розпочав працю над книгою «Столетие русской литературы» — займала час з 1739 по 1839 роки.
В тому часі спілкується з багатьма літераторами — Гоголем — твори якого перекладав українською мовою, Олександром Афанасьєвим-Чужбинським, Семеном Гулаком-Артемовським, Пантелеймоном Кулішем, Амвросієм Метлинським, Аполлоном Скальковським, Тарасом Шевченком. Переклав російською мовою окремі твори Т. Шевченка — «Неофіти», уривок з «Єретика», лірику періоду заслання. У часі подорожей до Москви та Петербурга — з Аксаковими, Миколою Костомаровим, Михайлом Погодіним, Іваном Панаєвим.
В тому часі виступає у пресі із статтями — про проблеми системи виховання. Переїздить до Москви, стає дійсним членом Товариства любителів російської словесності при Московському університеті.
У 1861—1862 роках активно співпрацює з редацією журналу «Основа» Пантелеймона Куліша. Публікувалися в «Основі» різноманітні його статті, так, в числі 2 — стаття, присвячена Карпові Соленику, у числі 3 — рецензія на «Краткий исторический очерк украинской литературы» П. Петраченка.
Після скасування кріпацтва виявляє невластиву тогочасним дворянству порядність — віддав безкоштовно селянам узаконені земельні наділи та садибну землю з будовами, окрім того своїм коштом облаштував для дітей сільську школу.
1868 року переїзить до Воронежа. Разом з літературною діяльністю займається складанням біобібліографічного видання — «Словник російських письменників».
Цим часом датована його театрознавча праця, присвячена комедії Олександра Грибоєдова «Лихо з розуму» — «„Горе от ума“ на провинциальной сцене» у місцевій газеті «Дон». Протягом 1869—1871 років було надруковано шістнадцять його перекладів Шевченка на російську мову.
1875 року переїхав до Москви, хворий і втомлений, вів відлюдне життя, часом навідуючись до книжкових крамниць. Цим часом усі сили віддавав старому захопленню — складанню словника російських письменників.
Останньою його надрукованою за життя працею була стаття, присвячена українській мові та літературі. Їх є можливим рахувати за духовний заповіт письменника — «По поводу толков о малорусском языке и о малороссийской словесности». В ній він відстоює позицію окремішності та самобутності української мови, літератури та театру.
Серед журнальних статей:
- «Педагогічні замітки», 1856,
- «Голос із провінції», 1856,
- «Кілька слів про селянську працю в барщинному суспільстві», 1858,
- «Розгляд першого випуску філософського лексикону», 1858,
- «Короткий історичний огляд української літератури», 1862,
- «Загальне поняття про поезію», 1869,
- «Питання на черзі», 1870,
- «Тургенєв, його 30-літня діяльність та її типи», 1872,
- «О. Ф. Мерзляков. Бібліографічно-критичний огляд», 1879

## Джерело
- Мізко Микола Дмитрович(рос.)
- Прес-центр